# ایل کاکاوند
 کاکاوَند بزرگترین ایل لک زبان ایران می باشد. 
قنبرخان(کمرخان) که از او به عنوان پایه گذار و موسس ایل کاکاوند نام می برند برخاسته از روستای قلعه گنجوان بوده است. نوادگان وی در مناطقی همچون روستای قلعه گنجوان، کرمانشاه، هرسین، تهران، کرج، کشورهای اروپایی و آمریکا با شهرت قنبری کاکاوندی اقامت دارند.. 

## تبارشناسی
نیای بزرگ، سران ایل کاکاوند، شاه منصور آخرین پادشاه سلسله آل مظفر می باشد که در جنگ میان ایران و لشکر تیمور لنگ در نبرد تن به تن موفق به شکست تیمور لنگ شد، اما در ادامه نبرد بدلیل اصابت تیر کمان به گردنش کشته شد و همین امر موجب شکست سپاه وی از تیمور لنگ و سقوط شیراز پایتخت حکومت آل مظفر گردید.

## زبان
زبان
مردم ایل کاکاوند به زبان لکی صحبت می‌کنند. لهجه کاکاوندی به عنوان اصیل‌ترین و غلیظ‌ترین لهجه زبان لکی شناخته شده است.

## سرزمین
راولینسون دانشمند شهیر انگلیسی و مترجم کتیبه بیستون در لیست سرشماری طوایف لرستان کاکاوند را ایلی بزرگ از ایلات منطقه دلفان مرقوم نموده و زیستگاه ایل کاکاوند را در منطقه گرمسیر: حاشیه های رودخانه سیمره از قبیل هلیلان ،کوهدشت و طرهان و مناطق سردسیر آنها را دشت خاوه(نورآباد) و هرسین نوشته است. اما به طور کلی پراکندگی استقرار مردم ایل کاکاوند در زمان حاضر از شهر کرمانشاه شروع و به شهر خرم آباد ختم می گردد و روستاها و شهرهای حد فاصل این دو مرکز استان شامل شهرهای هرسین، بیستون ، صحنه، دینور ، کنگاور ، دلفان ، هفت چشمه ، بروجرد ، کوهدشت و درب گنبد و هلیلان(استان ایلام) ونهاوند(استان همدان) و ...... نیز محل اصلی اجتماع مردم ایل کاکاوند می باشد.

## تقسیمات ایلی
مردم ایل کاکاوند مشتمل بر ۸ طایفه و تیره های بی شمار زیر مجموعه این طوایف با نام های ذیل و همچنین تیره مستقل سادات در مناطق مورد اشاره فوق استقرار دارند:
طایفه خوانین ( تشمال و براتشمال )
طایفه مظفروند (‌ مئفرن )
طایفه علی ( هوز علی )
طایفه غیب غلام (خی خلام )
طایفه باریکوند ( باریه کن )
طایفه تاجدینوند ( تارزینن )
طایفه ولدوند ( وه لین )
طایفه مراد ( هوز مرای )
تیره مستقل سادات: مردمان این تیره، سادات منتسب به باولین(امامزاده احمد و محمود) هستند و مردم این تیره در زیرمجموعه هیچ یک از طایفه های اصلی کاکاوند تعریف نمی گردند. اکثر تیره سادات در روستای چشمه کبود شهرستان هرسین و شهرهای هرسین و کرمانشاه ساکنند.

## خوانین
همانطور که قبلاً اشاره شد نیای بزرگ، سران ایل کاکاوند، شاه منصور آخرین پادشاه سلسله آل مظفر می باشد که در جنگ میان ایران و لشکر تیمور لنگ در نبرد تن به تن موفق به شکست تیمور لنگ شد، اما در ادامه نبرد بدلیل اصابت تیر کمان به گردنش کشته شد و همین امر موجب شکست سپاه وی از تیمور لنگ و سقوط شیراز پایتخت حکومت آل مظفر گردید.
تیمور در ادامه شروع به نابودی خاندان آل مظفر کرد و بازماندگانی اندک از شاه منصور به نواحی غربی کشور در حاشیه رودخانه گیزه رود و سیمره مراجعت نمودند و فرزندانی از نسل شاه منصور بصورت خانوادگی و پشت به پشت ایلخانی ایل کاکاوند را در دست گرفتند. یاسم خان و سپس محسن خان شروع حرکت ایلی کاکاوند را رقم زدند و در ادامه قنبرخان(کمرخان، جد خاندان قنبری کاکاوندی) با کمک برادرانش با نام های:
باقرخان اول(جد خاندان مظفری کاکاوندی) ،
الماس خان ( جد خاندان الماسی کاکاوندی و بهرامی کاکاوندی)،
جعفرجان(جافرخان، جد خاندان جعفری کاکاوندی و جعفرخانی)،
محمدبگ خان( جد قسمت دیگری از خاندان قنبری کاکاوندی و پورقنبری )
و آزادخان ( جد خاندان آزادی کاکاوندی که در روستای کهریز هرسین مستقر شدند )
، با نام و عنوان ایلی تشمال و براتشمال ایل کاکاوند را ایلی منسجم و توانمند در عرصه جغرافیای سیاسی، اجتماعی آن روزگار نمود.( در آن روزگار خانواده خان را «تشمال» و برادران و پسرعموهای خان، «براتشمال» نامیده می شدند، همچنین به سایر مردم کاکاوند اعم از سران و اعضای‌طوایف، عنوان «بوره پیا» اطلاق می گردید). در زمان پادشاهی کریم خان زند این ایل مجدد به شیراز مراجعت و در ارکان اصلی حکومت کریم خان زند حکمفرما شدند. با انحلال حکومت زندیه و به قدرت رسیدن آغامحمدخان قاجار ایل کاکاوند دوباره به سرزمین اصلی خویش در نواحی مابین استان کرمانشاه و لرستان بازگشتند و کمرخان که از قبل شرح ایلخانی وی آمد ادامه ایلخانی کاکاوند در منطقه را رقم زد. در زمان ایلخانی وی مناطق تحت تصرف او که با مجوز کریم خان زند نیز همراه بود بسیار گسترش یافت و مناطق وسیعی از استان های کرمانشاه، لرستان و ایلام به املاک وی الحاق گردید. پس از وی کاظم خان(یا یاسم خان)، سلیم خان، کرم اله خان سرتیپ و حبیب اله خان و در نهایت محمدباقرخان اعظم السلطنه (مظفری کاکاوندی، معروف به خان لره) ایلخانی را در دست گرفت. باقرخان که همچون قنبرخان فردی بسیار لایق ، توانمند، با درایت و دلیر بود در اواخر سلسله قاجار ایلخان کاکاوند گردید و قدرت و شکوه ایل کاکاوند را به نهایت خود رساند به گونه ای که به گواه اسناد تاریخی با به هم زدن درباری اشرافی مملو از مشاوران کاردان و سرداران بی نظیر و با تدبیر، و ایجاد سپاه انبوهی از سواران جنگاور (قدرت تیراندازی در حالت سوارکاری آنها زبانزد آن ایام بود) که آراسته به ساز و برگ خاص نظامی بودند و تصرف مناطق استراتژیک و تسلط بر منابع انسانی و مالی سرشار و وصلت خانوادگی با سایر خوانین ذینفوذ به سرعت سرآمد خوانین منطقه ای و مملکتی شد و هیچ نبردی را ترک نکرد مگر با کسب پیروزی که با رشادت های مردان دلیر وی اعم از سواره و پیاده که با فرماندهی مستقیم و شجاعانه شخص خان حاصل می شد، وی بدلیل لیاقتش از سالارالدوله برادر محمدعلی شاه قاجار لقب اعظم السلطنه را دریافت کرد و مقر اصلی حکومت خویش را در هرسین مستقر نمود و برادر وی ابراهیم خان امیرمعظم (معروف به اورام خان) نیز در قلعه روستای قلعه گنجوان(قلا گنجوان، از توابع کنونی شهرستان هرسین) که مرکز اصلی فرماندهی و موطن اصلی و آباء و اجدادی خوانین کاکاوند می باشد مستقر گردید. شکست و دستگیری نظرعلی خان امیر اشرف والی پیشکوه لرستان در جنگ معروف گلیران که در صدر اخبار آن روزگار ایران قرار گرفت، مشارکت در اشغال پایتخت (تهران) در شورش سالارالدوله، نبرد جانانه و شکست قوای متجاوز روس و جلوگیری از ورود روسها به قلمرو کاکاوند (مقارن با اشغالگری ارتش روسیه در ایران در جنگ جهانی دوم) و تصرف املاک متعددی در هرسین، نورآباد دلفان، چمچال، کوهدشت، صحنه و کنگاور و ..... از فتوحات و اقدامات برجسته او در دوره ایلخانیش بود به گونه ای که وی را به یکی از خوانین بزرگ و قدرتمند در سلسله پادشاهی قاجاریه تا سال ۱۲۹۹ هجری شمسی تبدیل نمود. در ادامه و با ظهور سلسله پهلوی و یکجا نشین نمودن عشایر و سرکوب خوانین ایلات، باقرخان اعظم السلطنه برای مدتی طولانی مشغول درگیری مستقیم با نیروهای حکومتی رضا شاه پهلوی گردید و در نهایت سال ۱۲۹۹ هجری شمسی در حالیکه برای مدتها مشغول درگیری با حکومت مرکزی بود و نیرو و لجستیک وی آسیب های فراوانی متحمل شده بود حین درگیری در شهر هرسین توسط یک خائن داخلی که از پنجره یک خانه و بصورت مخفیانه به وی شلیک کرد به قتل رسید و پیکر وی به نجف اشرف منتقل و در مجاورت امیرالمومنین حضرت علی(ع) به خاک سپرده شد.با از میان رفتن باقرخان اعظم السلطنه فرماندهی منسجم و قدرت این ایل نیز رو به اضمحلال نمود و کم کم به تاریخ پیوست. البته پس از دوران فروپاشی فرماندهی مرکزی ایل کاکاوند، برادر باقرخان اعظم السطنه یعنی ابراهیم خان امیرمعظم ( اورام خان ) در قلعه گنجوان و فرزند ارشد باقرخان بنام خیراله خان امیراسعد در هرسین برای مدتی کوتاه سرپرستی ایل کاکاوند را عهده دار بودند، اما از آن جلال و شوکت دروان باقرخان اعظم السلطنه و سواران جنگاور بی نظیر وی که همواره پیروز نبردهای روزگار خویش بودند اثری نماند و با رویکردهای سیاسی ضد حکومت های ملوک‌الطوایفی که در دوران پهلوی اول و دوم به شدت در پیش گرفته شد، در نهایت دوران حکمرانی خوانین مقتدر کاکاوند به پایان رسید.
دوران مالک و رعیتی
در میانه دوران حکومت پهلوی دوم و فروپاشی کامل سلسله خان های نامدار کاکاوند و البته همه خان های ایلات و عشایر کل کشور که دستاورد سیاسی اجتماعی دوران پهلوی و حکمفرمایی مطلق حکومت مرکزی پهلوی قلمداد می شد، در منطقه کاکاوند در میان هریک از طوایف ۸ گانه نام برده شده بزرگانی همچون عباسعلی ملکی از طایفه باریکوند و حسین آزادی از طایفه علی با تکیه بر تمکن مالی خویش املاک زیادی را خریداری نمودند و مالک زمین های فراوانی در منطقه کاکاوند شدند و به همین علت رعیت های فراوانی از طوایف مذکور در املاک ایشان مشغول زراعت گردیدند، البته پیش از این دو، زنده یاد شهمراد( ایل بگیر) رستمی که یکی از سرداران بلندآوازه باقرخان بود با رشادت های خویش فتوحات فراوانی کسب کرد و تا مدتی پس از باقرخان عصری از بزرگی را در دوران فترت مابین عصر خوانین و عصر مالکان رقم زد، عادل صیدجعفر نیز از نامداران عصر شهمراد ایل بگیر می باشد. هم شهمراد و هم عادل هر دو از طایفه علی بوده اند.
در دوران مالک و رعیتی سایر طوایف بزرگانی به شرح ذیل داشتند: مرحوم امیرهوشنگ مظفری کاکاوندی، مرحوم محمد باقر الماسی کاکاوندی ، مرحومان حیدرخان، یوسف خان و حاج محمدخان قنبری کاکاوندی و مرحوم کربلایی هاشم بهرامی کاکاوندی از طایفه خوانین، خانی خانکه(ططری) و عبداله خان ططری از مظفروند، نبی خان خسروی و قاسم ذکی وگ(خسروی) از ولدوند، عزیزمراد مقصودی و الماس عزیزی و صیدجعفر نوری از غیب غلام، باقر کلانتر(کلانتر باقر خسروی) و کرم ویس کریمی از طایفه مراد و کریم خان تاجدینی و تیره های یادگاری و رضایی از تاجدینوند سرپرستی طوایف خویش را عهده دار بودند و مردم طوایف مذکور نیز بر مبنای سیستم مالک و رعیتی تحت نفوذ ایشان بوده اند. از دیگر بزرگان طوایف می توان، مرحومان حسن خان و لطیف آزادی و اسماعیل عباسی از طایفه علی، مرحومان باودعلی، زینعلی و قاسمعلی ملکی از طایفه باریکوند را نام برد.
همچنین مرحومان حاج چراغ موسوی و حاج مومنعلی موسوی نیز در میان تیره مستقل سادات شناخته شده بوده اند.
البته شایان ذکر است که مرحومان عباسعلی ملکی و حسین آزادی به عنوان مالکان اصلی، سرآمدان دوران مالکان بودند.
انقلاب اسلامی
در نهایت با خیزش سراسری انقلاب اسلامی به رهبری امام خمینی (ره) و سرنگون شدن حکومت پهلوی و روی کار آمدن حکومت جمهوری اسلامی، شیرازه ی سیستم مالک و رعیتی و قدرت بزرگان طایفه ای نیز به طور کامل از هم پاشیده شد.

## وضعیت کنونی
در حال حاضر ایل کاکاوند به لحاظ جمعیت بالا و گستردگی جغرافیایی آن همواره در مناسبات سیاسی و اجتماعی، نظیر انواع انتخابات دارای نفوذی چشمگیر و نقشی تعیین کننده می باشد. سوابق برگزاری انتخابات و رای گیری های گوناگون در ادوار مختلف در شهرهای کرمانشاه و هرسین و صحنه و کنگاور و دلفان و کوهدشت و ..... نشانگر تأثیرگذاری شگرف مردم کاکاوند در نتایج نهایی انتخابات بوده است.

## سکونتگاه
امروزه مردم ایل کاکاوند در بخش اعظمی از مناطق جغرافیایی استان لرستان و استان کرمانشاه  و غرب استان قزوین و ناحیه تاکستان و در شهرهای شمالی کشور از جمله کلاردشت و لوشان و .... ساکن هستند. همچنین در گذشته قشلاق آنها در منطقه درب گنبد شاهزاده محمد(ع) و اطراف شهرستان  هلیلان روستای چرودره و سی پله ، طرهان و جنوب شرقی اسلام‌آباد غرب و ییلاق آنها در هرسین و و دلفان و صحنه و بطور کلی نواحی شرق و جنوب‌شرق استان کرمانشاه بوده‌است.
به استناد اسناد تاریخی قسمتی از ایل کاکاوند در سال ۱۸۶۰ میلادی، به قزوین مهاجرت کرده‌اند.

## خاندان های معروف طایفه های کاکاوند

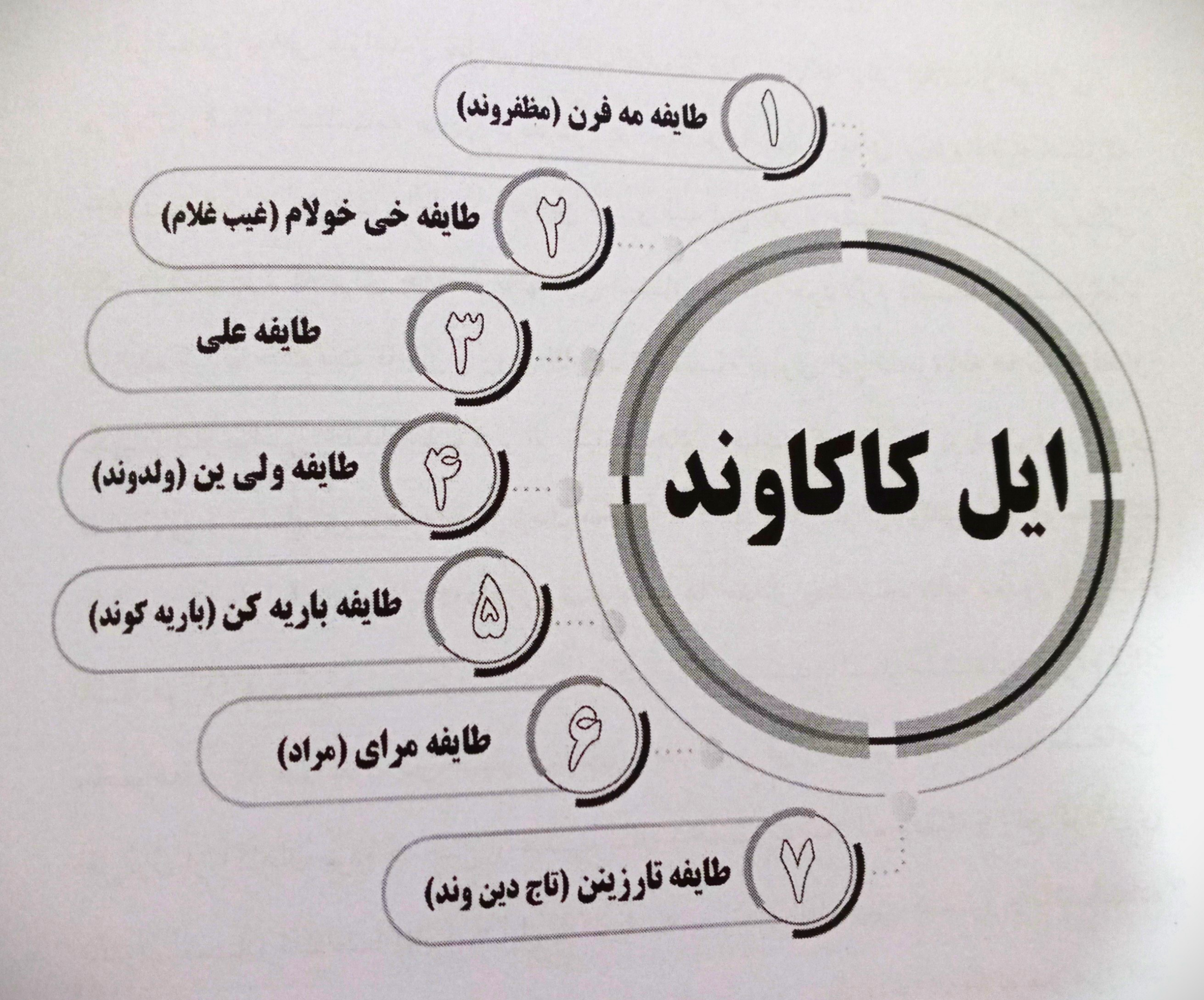
طوایف هفت گانه بوره پیا (به جزء طایفه خوانین)

1. خوانین (تشمال و براتشمال):قنبری کاکاوندی،مظفری کاکاوندی، الماسی کاکاوندی، بهرامی کاکاوندی، آزادی کاکاوندی، جعفرخانی و جعفری کاکاوندی خاندان های معروف این طایفه می‌باشند
2. مظفروند (مئفرن) : ططری، نیازی،عبدیانی،فتح الهی ،کاکاوندی خاندان های معروف این طایفه می‌باشند
3. علی: آزادی، عینی ، رستمی ، عباسی، نعمتی خاندان های معروف این طایفه می‌باشند
4. غیب غلام (خی خلام):مقصودی، نوری ،عزیزی خاندان های معروف این طایفه می‌باشند
5. باریکوند(باریه کن): ملکی ،محمدی ،دارایی،دارابی ،رحیمیان خاندان های معروف این طایفه می‌باشند
6. تاجدینوند(تارزینن): تاجدینی سرما، رضایی، یادگاری، جهان آرا، سلیمانی ،الماسی‌ ،فرخی‌ ،اسدی ،زمانی ، کاظمی خاندان های معروف این طایفه می‌باشند
7. ولدوند (وه لین): خسروی، ولدوندی ، بهرامی خاندان های معروف این طایفه می‌باشند
8. مراد: خسروی، نیازی، کریمی، قاسمی، نعمتی، خاندان های معروف این طایفه می‌باشند. همچنین سادات موسوی و ....  نیز  از خانواده های تیره مستقل سادات می باشند.